# Annelise Hovmand
Annelise Mathilde Hovmand, tidl. Annelise Mathilde Reffs (født 17. september 1924 i København, død 28. december 2016 i Haslev) var en dansk filminstruktør, biografdirektør og filmklipper.
Datter af Else Keiding og Svend Reffs.

## Uddannelse
Begyndte som journalistelev hos Nationaltidende, hvor hun blandt andet fik ansvar for film- og kongestoffet. Siden volontør hos Minerva Film, scriptgirl hos Palladium i Hellerup og assistent for instruktøren og producenten Johan Jacobsen på 3 Aar efter (1948). Efter et studieophold i London, hvor hun fulgte produktionen af Powell og Pressburgers The Elusive Pimpernel (1950), blev hun fast tilknyttet Jacobsens Flamingo Studio som først instruktørassistent og klipper, og siden også som produktionsleder, manuskriptforfatter og instruktør.

## Karriere og værk
Debuterede som instruktør med kortfilmen Hvorfor stjæler barnet? (1955), som havde manuskript af Finn Methling. Sammen med Methling skrev hun også sin første spillefilm Ingen tid til kærtegn, der indbragte hende Bodilprisen for bedste danske film i 1957 og Peter Malberg Bodilprisen for bedste mandlige hovedrolle.
Senere kom spillefilmen om modstandsbevægelsen Frihedens pris (1960), igen skrevet sammen med Methling, efterfulgt af Gøngehøvdingen (1961), der beskriver skåningernes modstandskamp mod svenskerne i 1658.
Fra 1951 til 1964 dannede hun privat par med Johan Jacobsen. Deres professionelle samarbejde fortsatte efter bruddet, blandt andet skrev hun manuskript til en filmatisering af Karen Blixens Den afrikanske farm, som Jacobsen skulle have instrueret, men som det ikke lykkedes at få realiseret, og hun lagde sine første egenproduktioner hos Flamingo.
I 1967 flyttede Hovmand til Haslev, hvor hun sammen med sin nye mand arkitekten Carl-Johan Nienstædt ombyggede Bio Næstved til en af Sydsjællands mest succesfulde biografer med tre sale i 1976 og i 1981 med yderligere to sale, og med mulighed for teateraktiviteter i den store sal. Frem til åbningen af kulturhuset på Grønnegades Kaserne i 2002, lagde Bio Næstved scene til Susanne Heerings årlige afdansningsballet med dronning Margrethe som scenograf gennem 31 år.
Hun drev Bio Næstved frem til 2008. I 2010 blev biografen afhændet til SF Svenske Bio. 

## Andet
Annelise Hovmand var stærkt engageret i filminstruktørers rettigheder. Hun var medstifter af og i mange år formand for Sammenslutningen af danske filminstruktører, hvor hun ved sin død var æresmedlem. Hun deltog bl.a. i udformningen af Filmloven af 1964. 
Fra 1999 indtrådte hun i æreskomitéen for WIFT/DK, den danske afdeling af det internationale kvindenetværk Women in Film and Television, der har til formål at synliggøre og støtte kvinders arbejde i film- og mediebranchen.

## Filmografi
- Hvor Vejene mødes (kortfilm, dokumentar) (1948) – volontør, produktionsleder
- Hvor er Far? – scriptgirl (1948)
- 3 Aar efter – volontør (1948)
- Næste gang er det dig (kortfilm) – instruktørassistent (1948)
- Kongefilmen Frederik IX (dokumentarfilm) – instruktørassistent, fotograf, klipper (1949)
- Min kone er uskyldig – instruktørassistent, klipper, statist (1950)
- Alt dette og Island med (episodefilm) – instruktørassistent, klipper (1951)
- Som sendt fra himlen – instruktørassistent, klipper (1951)
- Man burde ta' sig af det (kortfilm) – instruktørassistent, klipper, statist (1952)
- Den lille pige med svovlstikkerne – instruktørassistent, klipper (1953)
- Skatteøens hemmelighed – instruktørassistent, klipper (1953)
- Ballettens børn – instruktørassistent, klipper (1954)
- Blændværk (1955) – instruktørassistent, produktionsledelse, klipper (1955)
- Hvorfor stjæler barnet? (kortfilm) – manuskript og instruktion (1955)
- Splintret emaille (kortfilm) – instruktørassistent, produktionsledelse, klipper (1956)
- Den store Gav-tyv – produktionsledelse, klipper (1956)
- Ingen tid til kærtegn – manuskript og instruktion (1957)
- Krudt og klunker – manuskript og instruktion (1958)
- Frihedens pris – manuskript og instruktion (1960)
- Gøngehøvdingen – manuskript og instruktion (1961)
- Dronningens vagtmester – manuskript og produktionsledelse (1963)
- Grænseland (tv-film) – manuskript, instruktion og produktion (1965)
- Nu stiger den – instruktion og produktion (1966)
- De forsvundne breve – manuskript, instruktion, klipper (1966)
- Et døgn med Ilse – manuskript, instruktion og produktion (1971)
- Den termiske mannequin (dokumentarfilm) – instruktion (1975)
- Ta' det som en mand, frue – produktionsledelse (1975)
- Krigsdøtre (tv-serie) – instruktion (1 afsnit, 1981)
- Hvor der er vilje, er der vej (tv-film) – instruktion (1986)
- To som elsker hinanden (tv-serie) (1988)
- Høfeber – manuskript og instruktion (1991)